# Артвайл Старый
Артвайл Старый (валл. Arthfael Hen; родился в 760 или 785 - умер около 825) — король Гливисинга (785—825).
Имя Артвайла состоит из двух частей: первая — «Арт», а вторая — «Фаел», что означает «сильный». Первая часть, несомненно, относится к Артуру, герою британцев конца пятого века. Видимо, население Гвента VIII века по-прежнему оставалось под впечатлением и помнило Артура, поскольку его имя соединили со словом «Fael», которое обычно использовалось в отношении божеств.

## Биография
Скорее всего, Артвайл Старый был сыном короля Диведа Риса ап Итела и его жены Кейнгары, дочери Маредида. Однако по другой версии, он был вторым сыном Гуэйрида, или же Гуриада, сына Брохвайла, сына Риса ап Итела, и потомком Мейрига Гвентского, а также потомком Брихана. Похожую родословную приводит и Грифид Хиратог (XVI век), согласно которой Артвайл — сын Гуриада, сына Брохвайла, сына Мейрига, сына Артвайла, сына Риса, сына Эйнудда, сына Моргана, сына Атруиса, сына Мейрига.
Молодость Артвайла соответствовала по времени войне против Мерсии. В 778 году мерсийцы под главенством Оффы подвергли опустошению земли южных бриттов, а летом 784 года повторили вторжение. Примерно в то же время началось строительство Вала Оффы. Артвайл стал править Гливисингом около 785 года, после убийства Мейрига. Пока он правил в Гливисинге, в Гвенте правил его двоюродный брат Артуир ап Фернвайл. Он женился на Браустуде верх Глоуд, двоюродной сестре не оставившего наследников правителя Биэллта Фернвайла ап Теудура, от которой у него было два сына: Рис и Мейриг.
Несмотря на все это, историки отмечают, что Королевство Гливисинг в то время было поделено между двоюродными братьями Артвайла, племянниками и дядями. Каждый из них был де-факто монархом над меньшими частями Королевства. В то время как Артвайл был признан старшим правителем в Гливисинге, маловероятно, что он имел прямой контроль или власть над соперничающими членами своей правящей семьи.
В 795 году чёрные язычники впервые пришли в Британию из Дании и совершили великие разрушения в Англии; впоследствии они вторглись в Гламорган, сжигая и убивая многих. В конце концов бриты победили их, погнав обратно в море и убив многих из них. Они ушли воевать в Ирландию.
Артвайл умер между 815 и 825 годами, во время битвы с англосаксами возле церкви в Роате, около современного Кардиффа, хотя его армия в конце концов выиграла битву. Он был похоронен в этой самой церкви. После ему наследовал его сын Рис. Когда в 848 году король Гвента Ител умер, его сменил второй сын Артвайла, Мейриг, и его сыновья стали править двумя государствами одновременно.